# Ключи (Тюменцевский район)
Ключи — село в Тюменцевском районе Алтайского края. Административный центр и единственный населённый пункт Ключевского сельсовета.

## География
Расположено на правом берегу реки Ключевки, к востоку от Кулундинского магистрального канала. Абсолютная высота — 151 метр над уровнем моря.
Климат
Климат характеризуется как континентальный, с продолжительной холодной зимой и коротким тёплым летом. Средняя температура самого тёплого месяца (июля) составляет 18 — 20 °С (абсолютный максимум — 40 °С). Средняя температура самого холодного месяца (января) — −18 — −19 °С (абсолютный минимум — −52 °С). Годовое количество осадков — 300—350 мм. Продолжительность периода с устойчивым снежным покровом составляет 155 −160 дней.

## История
Основано в 1776 году. В 1926 году в селе имелось 471 хозяйство и проживало 2131 человек (1017 мужчин и 1114 женщин). В национальном составе населения того периода преобладали русские. Действовали школа I ступени, народный дом и лавка общества потребителей. В административном отношении являлось центром Ключевского сельсовета Тюменцевского района Каменского округа Сибирского края.

## Население
| 1926 | 1997 | 1998 | 1999 | 2000 | 2001 | 2002 | 2003 | 2004 | 2005 | 2006 |
| ---- | ---- | ---- | ---- | ---- | ---- | ---- | ---- | ---- | ---- | ---- |
| 2131 | ↘606 | ↗610 | ↘603 | ↗611 | ↗621 | ↗631 | ↘624 | ↗629 | ↘603 | ↗604 |
| 2007 | 2008 | 2009 | 2010 | 2011 | 2012 | 2013 | 2014 | 2015 | 2016 | 2017 |
| ↘599 | ↘592 | ↘552 | ↘542 | ↘540 | ↘523 | ↘510 | ↘502 | ↘491 | ↘480 | ↗485 |
| 2018 | 2019 | 2020 | 2021 |      |      |      |      |      |      |      |
| ↘484 | ↘477 | →477 | ↘464 |      |      |      |      |      |      |      |

Национальный состав
Согласно результатам переписи 2002 года, в национальной структуре населения русские составляли 87 %.